# Kieran Richardson
Kieran Edward Richardson (født 21. oktober 1984 in Greenwich, London, England) er en engelsk fodboldspiller. Richardson er venstre-sidet midtbanespiller, men er også i stand til at spille på den centrale midtbane samt venstre back. Han har gennem karrieren spillet for blandt andet Manchester United, Sunderland og Fulham.